# جيمس كاي
جيمس كاي (بالإنجليزية: James Kay)‏ هو محامي وسياسي أمريكي، ولد في 19 ديسمبر 1982 في مقاطعة ودفورد في الولايات المتحدة. حزبياً، نشط في الحزب الديمقراطي.